# Kabuli pulao
El kabuli pulao (en persa darí, قابلی پلاو), también denominado kabuli palaw o qabuli pulao, es un plato afgano de arroz pilaf mezclado con pasas, zanahorias y cordero. Es el plato nacional de Afganistán. Existen diferentes recetas con variaciones según la región.

## Etimología

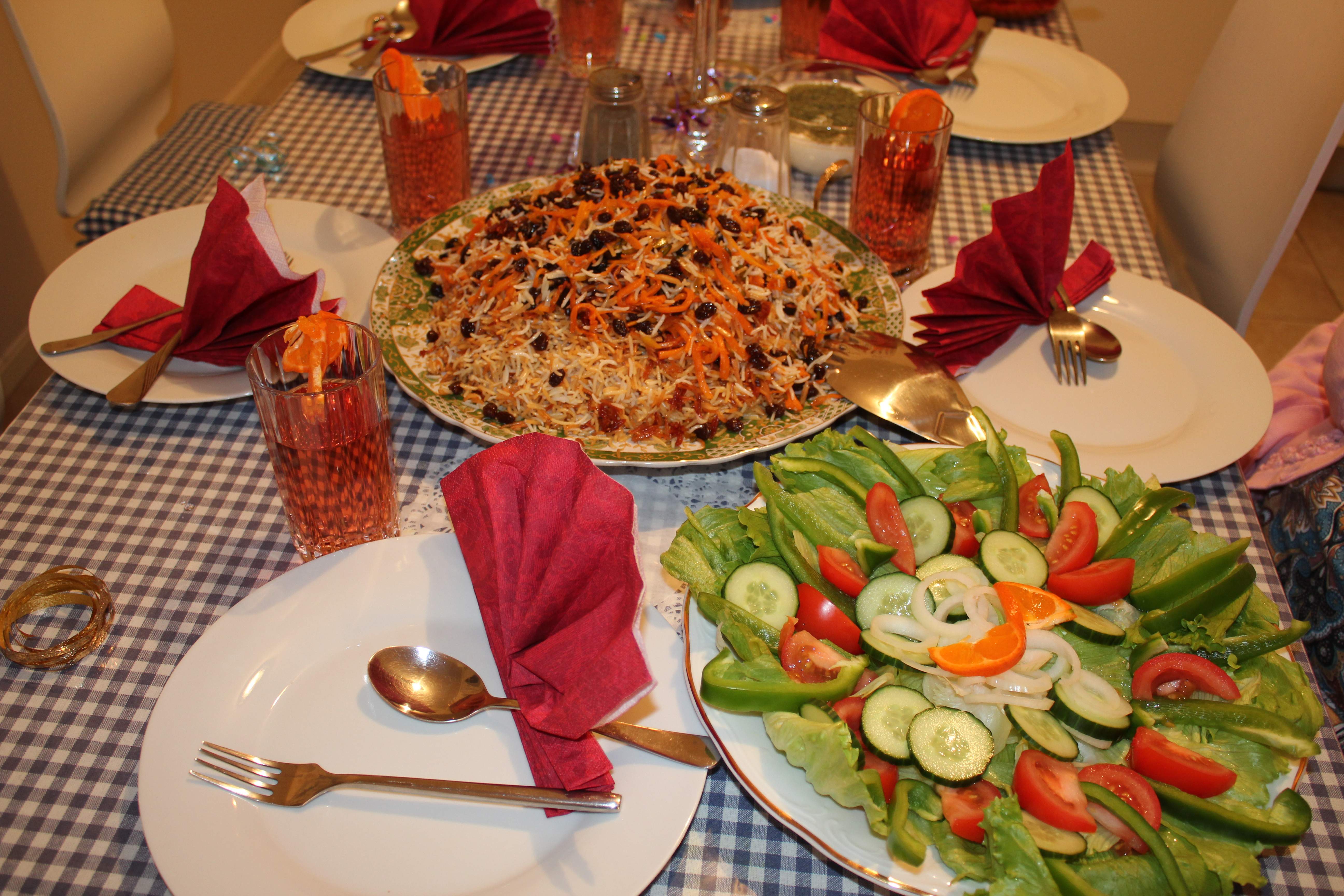
Kabuli pulao acompañado de una ensalada en el centro de una mesa (la forma tradicional de consumirlo es sobre un dastarkhān).

El nombre del plato hace referencia a la forma tradicional de cocinar el arroz en Asia Central, pilaf o pulao, y a la capital de Afganistán, Kabul, lugar de donde es originario. Según la tradición, fue creado por las clases altas afganas de Kabul, quieren eran capaces de costear el alto costo de los ingredientes del plato.
La denominación qabili pulao proviene de la palabra de origen darí qabil, que significa habilidad o capacidad, ya que se consideraba que solo un chef muy habilidoso podía hacer de forma correcta el plato.

## Características
La variedad de arroz usada es la basmati, debido a su predominancia en los campos locales. Las diferencias entre las recetas se deben a la carne usada, siendo el cordero la más tradicional, por su importancia en la gastronomía afgana, pero también reemplazado por pollo o carne vacuna. Además del uso de zanahorias en largas tiras, se emplea normalmente cebolla y ajo. También se le agrega las pasas, siendo una fruta seca, y se la acompaña ocasionalmente con frutos secos como pistacho, nueces o almendras. Las especias tradicionalmente usadas para el kabuli pulao son el cardamomo y las semillas de comino, a los cuales los acompañan la canela, cilantro, clavo de olor, cúrcuma, y, ocasionalmente, azafrán o garam masala.
El método de cocción sigue los mismos pasos que el pilaf, usando como caldo el propio de la carne a emplear. Primero se hierve la carne a fuego lento, mientras que por otro lado se carameliza las zanahorias y el resto de los vegetales y se cuece el arroz. Finalmente, ambas preparaciones se juntan y mezclan mientras se mantiene el fuego. Se sirve caliente.

## Servicio
El kabuli pulao se considera un plato festivo e importante debido al precio y la calidad de los ingredientes, así como a su tradición dentro de la cocina nacional afgana. El plato se coloca tradicionalmente en el centro de la comida con otros alimentos que lo rodean, formando el resto del círculo. Popularmente, se dice que las perspectivas de matrimonio de una mujer afgana dependen de su capacidad para hacer kabuli pulao.

## Galería
|  |
|  |

|  |
|  |

| |
| Kabuli pulao como parte del almuerzo para el PTR de Panjshīr y el embajador estadouninse Karl Eikenberry en Bazarak, 2011. |

|                                                                          |
| Mezclas de especias ya preparadas de la marca Shan para el kabuli pulao. |